# Pireella angustifolia
Pireella angustifolia är en bladmossart som beskrevs av Arzeni 1954. Pireella angustifolia ingår i släktet Pireella och familjen Pterobryaceae. Inga underarter finns listade i Catalogue of Life.